# Ялобуша
Ялобуша (на английски: Yalobusha River) е река, дълга 165 мили (266километра), в северната централна част на Мисисипи в Съединените американски щати.
Тя е основен приток на река Язу, която е част от водосборния басейн на река Мисисипи.
Името „Ялобуша“ идва от чокто думата ялубуши, което означава „малка попова лъжичка“, от ялуба – попова лъжичка, и умалителното -уши. Съвета на географски имена на САЩ слага това име на реката през 1892 г. По данни на Информационната система за географските имена, тя е била известна също и като Ялауша и Йелоубуши.

## Курс
Ялобуша извира в окръг Чикасо, северозападно от град Хюстън, и тече основно на запад – югозапад през окръзите Калхун, Гренада и Лефлор. В Грийнууд тя се влива в река Талахачи и двете заедно образуват река Язу.
Голяма част от коритото на Ялобуша в окръг Калхун е изправено и канализирано; този участък на реката се нарича „Канал Ялобуша.“ В окръг Гренада реката е преградена от Армейския инженерен корпус на САЩ с язовир, който формира езерото Гренада, което събира водите на най-големия приток на Ялобуша – Скъна.